# Al-Hamdaniya

Lage des Distriktes

Al-Hamdaniya (syrisch ܪܘܼܣܬܩܐ ܕ ܒܓ݂ܕܝܕܐ, arabisch قضاء الحمدانية, DMG Qaḍāʾa al-Ḥamdānīya) ist ein Distrikt im Nordosten des Gouvernements Ninawa, das wiederum im Nordwesten des Iraks liegt. Es grenzt innerhalb von Ninawa an die Distrikte Mossul, Tel Kaif, Schaichān und Aqra sowie im Südosten an das Gouvernement Erbil in der Autonomen Region Kurdistan. Der Distrikt bildet mit den Distrikten Tel Kaif und Schaichān die Ninive-Ebene.

## Bevölkerung und ihre Schwerpunkte
Administratives Zentrum des Distrikts und größte Ortschaft ist die vor allem von syrischen Christen bewohnte Kleinstadt Baghdida, in deutschen Medien besser unter dem nicht offiziellen türkischen Namen Karakosch bekannt. Die Christen ostaramäischer Sprache, die in der Ninive-Ebene gegenüber anderssprachigen Christen deutlich überwiegen, werden auch als Assyrer zusammengefasst (wenn auch nicht alle dem Ethnonym uneingeschränkt zustimmen). Neben den syrischen Christen – syrischen Katholiken und Syrisch-Orthodoxen – und einigen chaldäischen Katholiken (die dagegen im Distrikt Tel Kaif überwiegen) leben im Distrikt al-Hamdaniya vor allem schiitische Schabak, Turkmenen und – besonders seit der Arabisierungspolitik unter Saddam Hussein – Araber, mehrheitlich Sunniten.

## Unterdistrikte
Der Distrikt al-Hamdaniya besteht nach Angaben der Assyrischen Internationalen Nachrichtenagentur (AINA) aus vier Unterdistrikten:
- Unterdistrikt Aski Kalak (Chabat), vorwiegend Kurden, einige christliche Assyrer und Jesiden,
- Unterdistrikt al-Namrud (al-Chidhr), vorwiegend Araber und Turkmenen, einige Kaka'is, Schabak und syrische Christen,
- Unterdistrikt Bartella (Baritleh), vorwiegend christliche Assyrer (syrische Christen), einige Schabak, Araber und Turkmenen,
- Unterdistrikt Baghdida (Qaraqosch), vorwiegend christliche Assyrer (syrische Christen), einige Araber, Schabak, Turkmenen und Kaka'is.

## Die wichtigsten Städte und Dörfer im Distrikt al-Hamdaniya
- Baghdida im Unterdistrikt Baghdida, größter Ort, überwiegend christliche Assyrer[1] bzw. syrische Christen (rund 90 %, ursprünglich ausschließlich, von diesen wiederum 90 % syrisch-katholisch)[2]
- Baschiqa (ohne Angabe eines Unterdistrikts), im Norden, ursprünglich christliche Assyrer und Kurden, heute mehrheitlich Jesiden und Araber[4]
- Bahzani (ohne Angabe eines Unterdistrikts), direkter Nachbarort Baschiqas, Jesiden und christliche Assyrer (letztere mit abnehmendem Anteil)[5]
- Bartella im Unterdistrikt Bartella, ursprünglich fast ausschließlich christliche Assyrer[1] bzw. syrische Christen (2019 nur noch ein Drittel – syrisch-orthodox und syrisch-katholisch), inzwischen (2019) überwiegend schiitische Schabak (etwa 52 %)[2]
- Karemlasch (Karimlish oder Karamless) im Unterdistrikt Baghdida, christliche Assyrer[1]
- Balawat im Unterdistrikt al-Namrud, Schabak und Araber, ursprünglich christliche Assyrer[1]